# Moszkvai Korál zsinagóga
A Moszkvai Korál zsinagóga (oroszul: Московская Хopaльнaя Cинaгoга, Moszkovszkaja Horalnaja Szinagoga; héberül: בית כנסת הכוראלי של מוסקבה) egyike Oroszország és a volt Szovjetunió fő zsinagógáinak. A Baszmannij kerület központjában található, a Bolsoj Szpaszoglinyiscsevszkij utca 10. szám alatt, a Kitaj-gorod metróállomás közelében. A zsinagóga főrabbija Adolf Szolomonovics Sájevics.

## Története

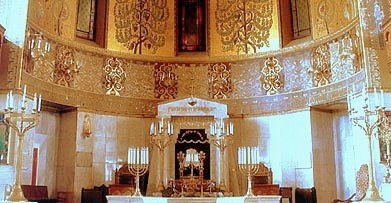
A zsinagóga belseje

A zsinagóga az egykori Zarjagyje zsidó település közelében található. Moszkva városi hatóságai hivatalosan betiltották a zsinagógaépítést Kitaj-gorod belsejében, és így a zsinagógát egy sarokkal keletebbre építették a falaitól. 1881-ben a közösség szerződtette Simon Eibuschitz osztrák állampolgárságú Moszkvában dolgozó építészt. 1881-ben azonban tervét a hatóságok nem hagyták jóvá. A szintén Eibuschitz által készített második tervet 1886 júliusában elfogadták, és az építkezést 1887. május 28-án megkezdték. 1888-ban a város ismét beavatkozott, és megkövetelte az építőktől, hogy távolítsák el az elkészült kupolát és a mózesi kőtáblákat. Az építkezés öt évig húzódott, mígnem a hatóságok 1892-ben ismét betiltották, és két választási lehetőséget adtak: eladják a befejezetlen épületet, vagy átalakítják jótékonysági célokra.
Az 1905-ös orosz forradalom idején a cári kormány kénytelen volt feloldani valamennyi istentisztelet tilalmát, így a zsidók, az óhitűek és más kisebbségi hitcsoportok is szabadon megépíthettek imahelyeiket. Eibuschitz 1898-ban meghalt, ezért a közösség a munkatársát, Roman Klejn építészt kérte fel az építkezés befejezésére. A zsinagóga 1906-ban nyílt meg. Az egész szovjet időszak alatt működött, bár a hatóságok 1923-ban és 1960-ban az épület egyes részeit leválasztották világi célokra.

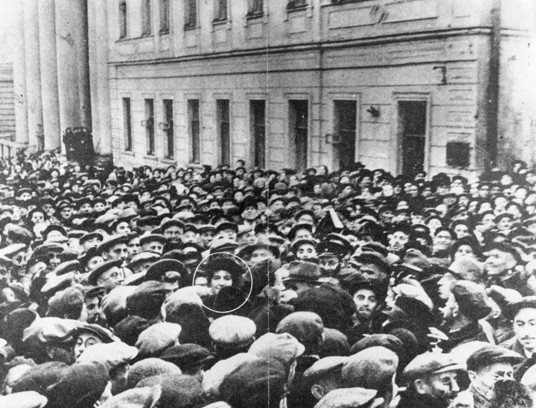
Golda Meir, Izrael moszkvai nagykövete, 50 ezer fős zsidó tömeggel körülvéve a zsinagóga közelében, 1948-ban Rós ha-sána első napján.

1948 októberében Golda Meir, az első izraeli képviselő, aki a Szovjetunióba látogatott, jogosulatlan látogatást tett a zsinagógában, hogy részt vegyen rós ha-sána és jom kippur alkalmából tartott istentiszteleteken, feldühítve ezzel a szovjet kormányt.
Amikor 1953 márciusában bejelentették a Pravdában, hogy Sztálin beteg, a főrabbi különleges istentisztelet tartott, böjtre és imára szólította fel a híveket, hogy a diktátor felépüljön.
A zsinagógát nemrégiben felújították. 1990-ban itt alakult meg a Tureckij-kórus, angolul Turetsky Choir Art Group.

## Rabbik
A moszkvai főrabbi 1938-ig Smer-Lejb Jehuda Medalje volt, aki 1872-ben a mai Litvánia területén született, s a Moszkvától mintegy 180 kilométerre fekvő vidéki városban, Tulában kezdte meg működését. Később egy sokkal nagyobb és élénkebb zsidó közösség, a belorusz Vicebszk városában szolgált. Az 1917-es forradalom idejére a rabbinak már hat fia és öt lánya született. Az 1920-as években meghívást kapott a moszkvai Korál zsinagóga átvételére, és családjával a szovjet fővárosba költözött. A Chábád Lubavics-i rebbe, Joszef Ichok Sneerszon rabbi híve lett, akit a szovjetek száműztek és ekkoriban Lengyelországban élt. A kommunizmus alatt alatt aktív vallási vezetőnek lenni, főleg zsidóként, kockázatos feladat volt, a moszkvai rabbit pedig a hatóságok rendszeresen zaklatták, a moszkvai lakásából elüldözték és kénytelen volt a város határain kívül letelepedni. 1937. december 28-i jelentésében Aronov NKVD-százados azt írta, hogy Medalje rabbi „illegális” kapcsolatokat ápol Sneerszon rabbival. Aronov ügyészi megerősítést kért a házkutatáshoz és letartóztatásához. A rabbit 1938. január 4-én tartóztatták le. A Szovjetunió Legfelsőbb Bíróságának Katonai Kollégiuma rövid, zárt ülést tartott 1938. április 26-án ügyészek, védőügyvédek és tanúk bevonása nélkül, és a rabbit azonnali golyó általi halálra ítélték. A rabbit még aznap lelőtték. 1957. december 7-én a büntetést „bűncselekmény hiánya miatt” semmisnek nyilvánították.
- Jehuda Lejb Levin, ? - 1971.[5]
- Jakov Fishman, 1972–1983.[6][7]
- Adolf Szolomonovics Sájevics, 1983 óta.

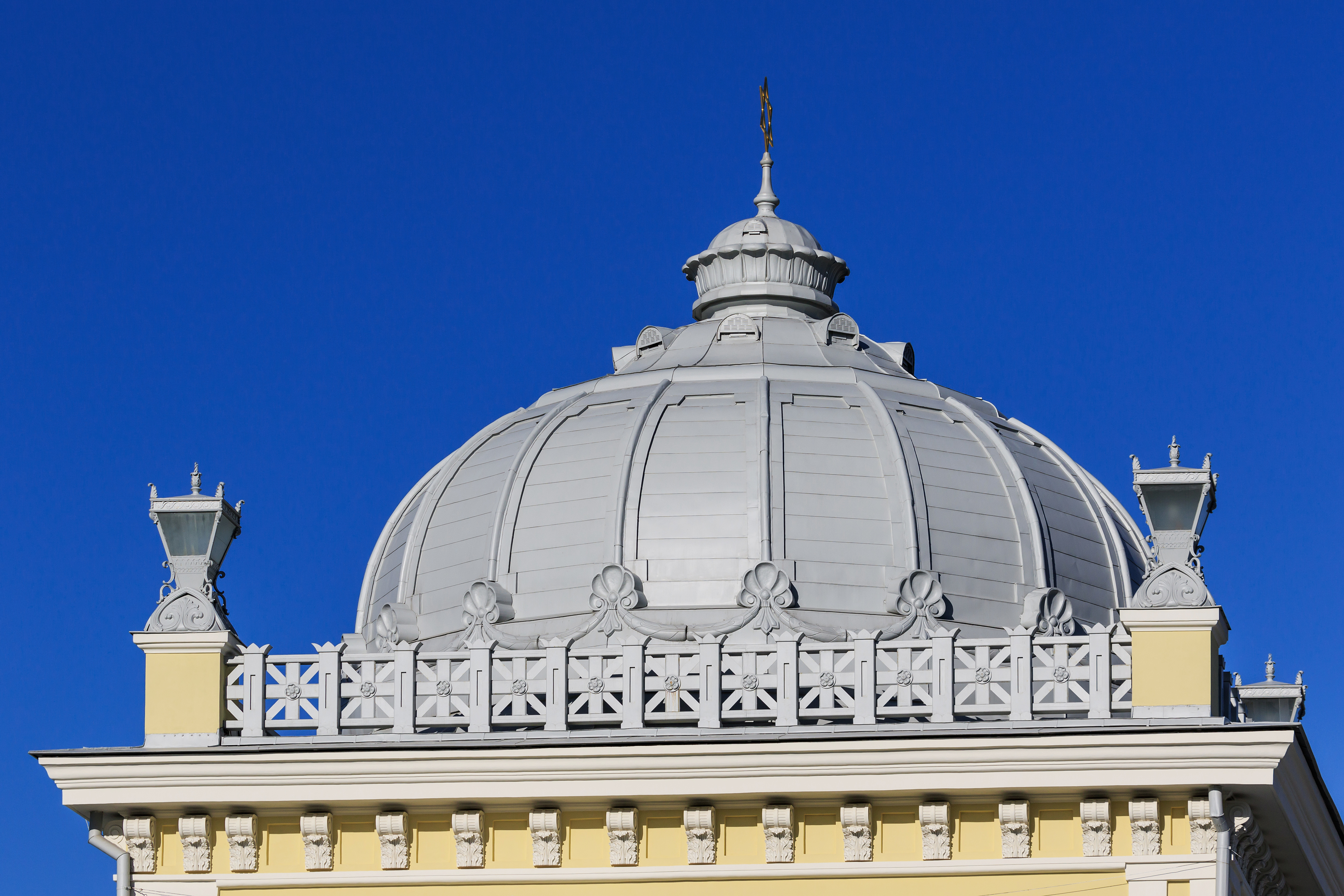
A zsinagóga kupolája

## Fordítás
- Ez a szócikk részben vagy egészben  a   Moscow Choral Synagogue című angol Wikipédia-szócikk ezen változatának fordításán alapul.  Az eredeti cikk szerkesztőit annak laptörténete sorolja fel. Ez a jelzés csupán a megfogalmazás eredetét és a szerzői jogokat jelzi, nem szolgál a cikkben szereplő információk forrásmegjelöléseként.